# حذف باند
حذف باند (به انگلیسی: Band rejection) یا رد باند پدیده‌ای در سیگنال‌های موجی است که در آن فرکانس یا محدوده خاصی از فرکانس‌ها از بین می‌رود یا از سیگنال منبع حذف می‌شود.
اصطلاح حذف باند، هنگامی که در پردازش سیگنال الکترونیکی استفاده می‌شود، به حذف عمدی یک محدوده فرکانس شناخته شده اشاره دارد - به عنوان مثال، برای جبران یک منبع شناخته‌شده تداخل (مانند نویز ناشی از برق (خانگی)). یک فرکانس خاص با استفاده از یک فیلتر ناچ حذف می‌شود.
در بیشتر معانی دیگر، حذف باند عبارت است از تلف غیرعمدی سیگنال ناشی از نقص در ضبط‌کردن، ذخیره یا بازتولید یک شکل‌موج.